# Colt Buntline
O Colt Buntline Special é um revólver de Ação simples fabricado pela Colt's Patent Fire Arms entre 1957 e 1992. 

## Visão geral
O revolver Colt Buntline Special no calibre .45 era uma variante de cano longo do modelo Colt Single Action Army, que Stuart N. Lake descreveu em seu best-seller, biográfico mas amplamente fictício de 1931, Wyatt Earp: Frontier Marshal. De acordo com Lake, o romancista Ned Buntline encomendou a produção de cinco "Buntline Special". Lake os descreveu como revólveres "Colt Single Action Army extralongos", com um cano de 12 polegadas (300 mm) de comprimento, e afirmou que Buntline os presenteou a cinco homens da lei em agradecimento por sua ajuda em contribuir com depoimentos para seus romances de "Western".

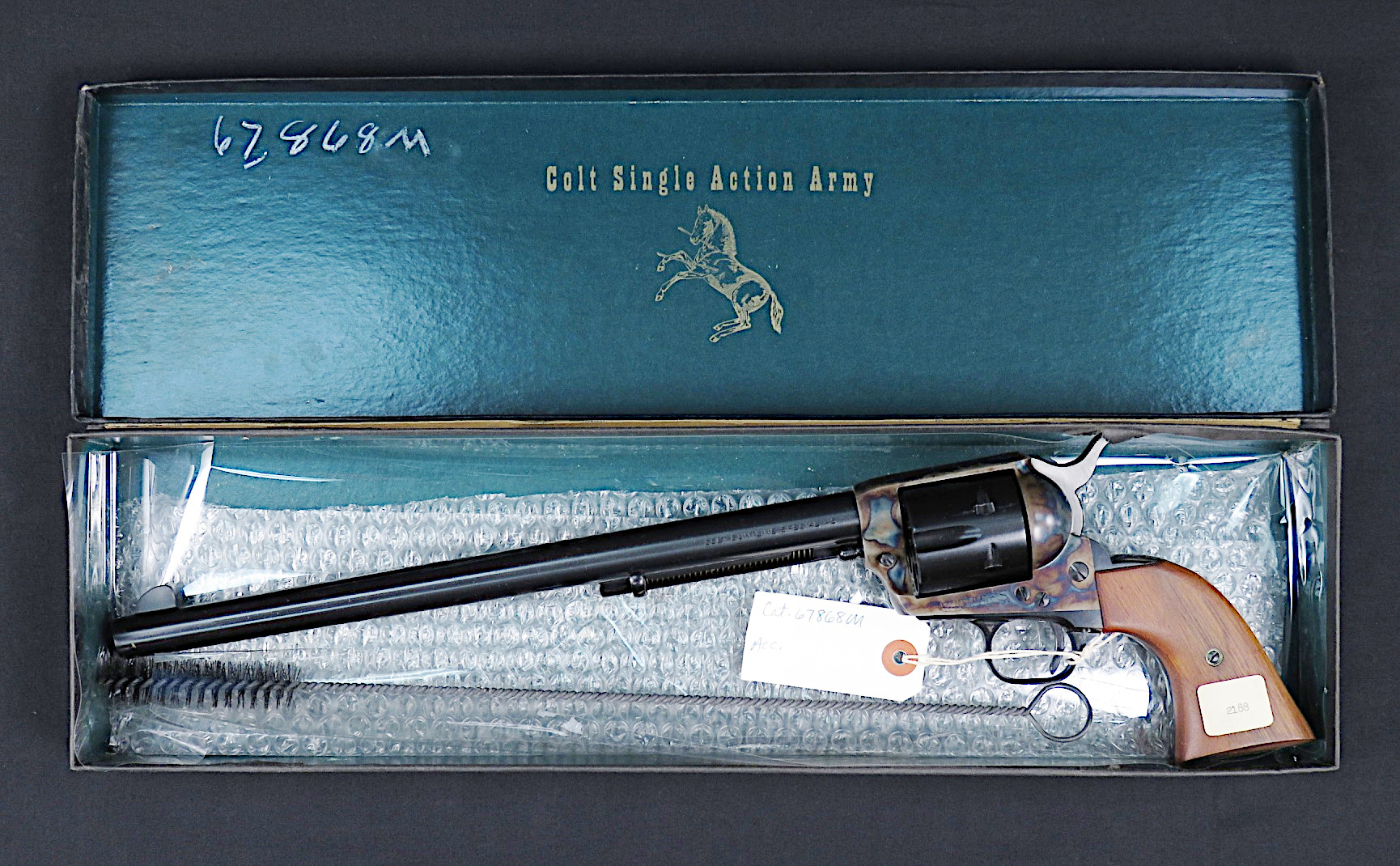
Um Colt Buntline Special comemorativo.

Lake atribuiu a posse de uma dessas armas a Wyatt Earp, mas os pesquisadores modernos não encontraram nenhuma evidência de apoio de fontes secundárias ou na documentação primária disponível da existência da arma antes da publicação do livro de Lake. Após sua publicação, vários revólveres Colt com canos longos (10 ou 16 polegadas) foram chamados de "Colt Buntlines" ou "Buntline Special". A própria Colt fabricou esse modelo entre seus revólveres de segunda geração produzidos depois de 1956, mas nunca usou a nomenclatura "Buntline" antes disso. Vários outros fabricantes, como Uberti, Navy Arms e Cimarron Arms, fizeram suas próprias versões deste revólver de cano longo.

## Origem
O revólver foi descrito pela primeira vez por Stuart Lake em sua biografia altamente ficcional de 1931, Wyatt Earp: Frontier Marshal. O livro extremamente popular transformou Wyatt Earp em um "super-homem do Velho Oeste". A biografia criativa de Lake e posteriores retratos de Hollywood exageraram o perfil de Wyatt como um homem da lei do Velho Oeste. 
Lake escreveu que o romancista Edward Zane Carroll Judson, Sr., escrevendo sob o pseudônimo de Ned Buntline, encomendou as armas em retribuição por "material para centenas de romances de faroeste". Embora Ned Buntline tenha escrito algo entre vinte e vinte e quatro novelas de faroeste e romances baratos, o mais sensacional sobre William "Buffalo Bill" Cody, que Buntline tornou nacionalmente famoso, nenhum menciona Wyatt Earp. Lake afirma que Ned Buntline viajou para Dodge City e fez as apresentações lá, depois foi para North Platte, Nebraska, onde fez uma apresentação semelhante para Cody. Mas Buntline só viajou para o oeste do Mississippi uma vez na vida, em 1869, na verdade, e na época da suposta apresentação a Earp em Dodge City, Wyatt e seu irmão estavam na verdade em Deadwood, Dakota minerando ouro. Na verdade, Earp estava sendo acusado de assassinato em Dodge City na época. Quanto a Cody, ele também não estava em North Platte, mas sim em Wyoming como batedor de Cavalaria dos EUA em busca de Touro Sentado e dos bandos Cheyenne e Sioux que eliminaram Custer em Little Bighorn no verão anterior. De acordo com os descendentes dos primos de Wyatt Earp, ele possuía um Colt calibre 45 e uma espingarda Winchester por ação de alavanca.

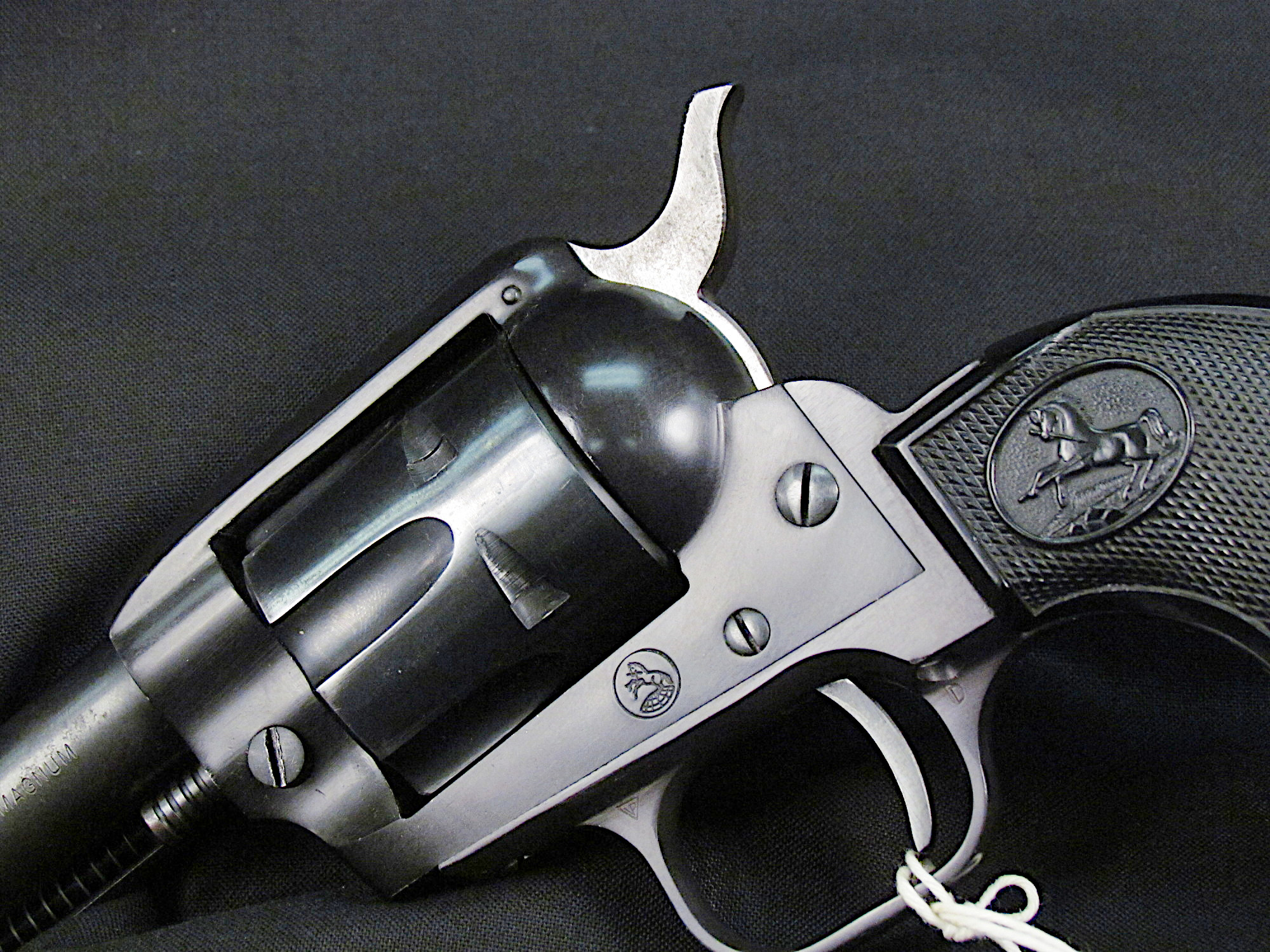
Detalhes de um Colt Buntline Scout.

Não há evidências conclusivas sobre o tipo de pistola que Earp normalmente carregava, no entanto, de acordo com algumas fontes, no dia do "Tiroteio no O.K. Corral", em 26 de outubro de 1881, carregava um Smith & Wesson Model 3 com um cano de 8 polegadas (200 mm). Earp recebeu o revólver como um presente do prefeito de Tombstone e editor do jornal John Clum de The Tombstone Epitaph. Lake mais tarde admitiu que ele "colocou palavras na boca de Wyatt por causa da falta de articulação e da maneira monossilábica que ele tinha de falar". 
O livro mais tarde inspirou uma série de histórias, filmes e programas de televisão sobre bandidos e homens da lei em Dodge City e Tombstone, incluindo a série de televisão de 1955-1961, The Life and Legend of Wyatt Earp.

## Descrição
Lake concebeu a ideia de um revólver que seria mais preciso e poderia ser facilmente modificado para funcionar de forma semelhante a um rifle. De acordo com Lake, o Colt Buntline era um revólver de ação simples com câmaras para o cartucho .45 Long Colt. No entanto, ele tinha um cano de 12 polegadas (305 mm), em comparação com o cano de 7,5 polegadas (190 mm) do Colt Peacemaker. Um cano de 16 polegadas (406 mm) também estava disponível. De acordo com Lake, ele tinha uma coronha removível que poderia ser facilmente fixada por meio de uma combinação de parafusos e guias. Lake alegou, que este acessório deu ao revólver melhor precisão e alcance, permitindo ao usuário disparar como um rifle. O Colt Buntline foi ainda mais popularizado pela série de televisão The Life and Legend of Wyatt Earp.

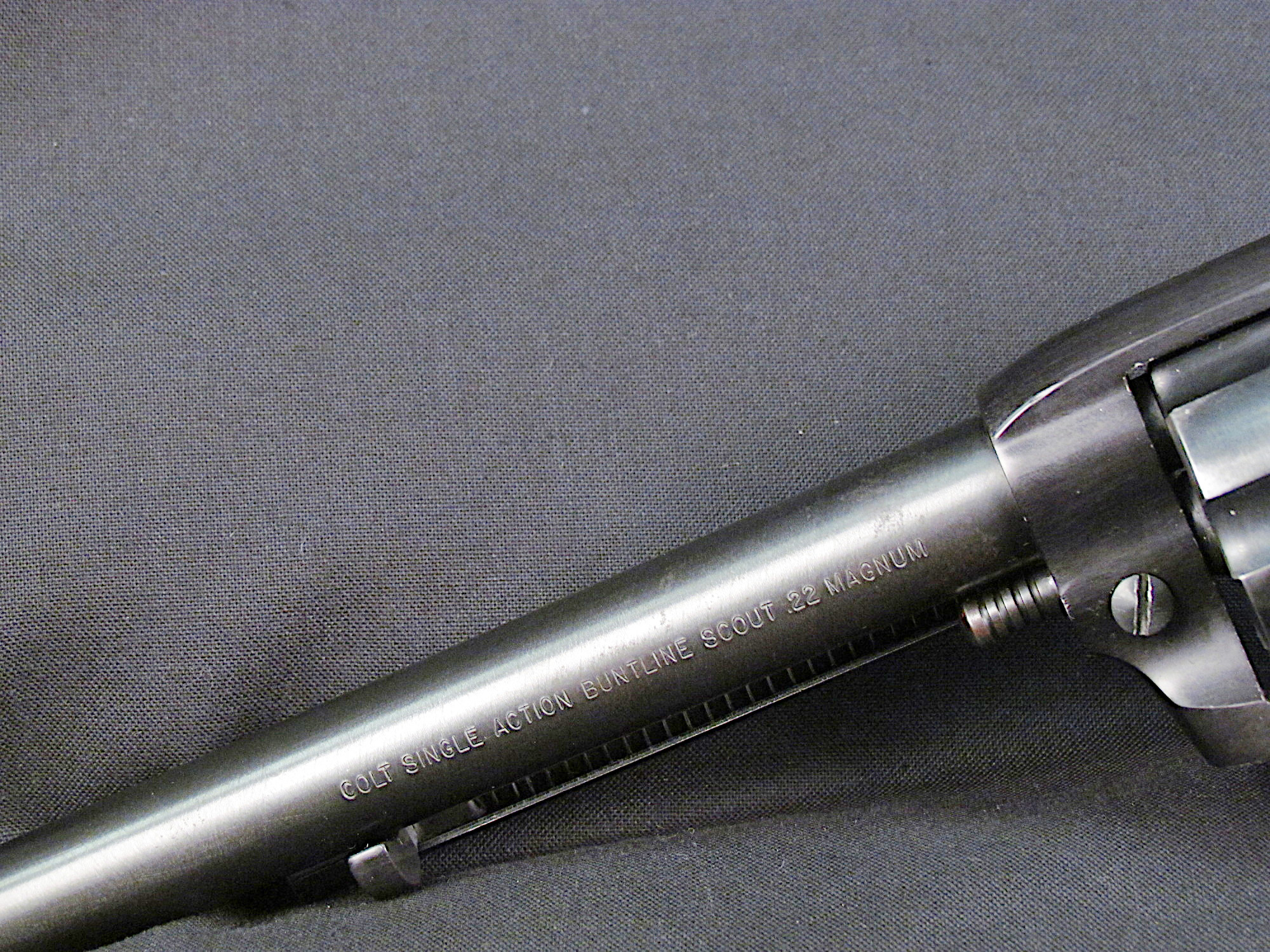
O característico cano de um Colt Buntline Scout.

## Alegada apresentação para homens da lei
Lake escreveu que Ned Buntline encomendou os revólveres em 1876 e que os apresentou a Wyatt Earp e quatro outros homens da lei ocidentais bem conhecidos - Bat Masterson, Bill Tilghman, Charlie Bassett e Neal Brown. No entanto, nem Tilghman nem Brown eram homens da lei naquela época. De acordo com Lake, Earp manteve sua pistola no comprimento original de 30 centímetros, mas os outros quatro destinatários dos "Buntline Special" reduziram seus canos para o padrão de 7 ½ polegadas, ou menos.
Lake gastou muito esforço tentando rastrear o Buntline Special por meio da empresa Colt, Masterson e contatos no Alasca. Lake o descreveu como um modelo Colt Single Action Army com um cano longo de 12 polegadas (30 cm), miras padrão e talas de madeira nas quais o nome “Ned” foi esculpido com ornamentos. Os pesquisadores nunca encontraram nenhum registro de um pedido recebido pela empresa Colt, e as supostas conexões de Ned Buntline com Earp foram amplamente desacreditadas.

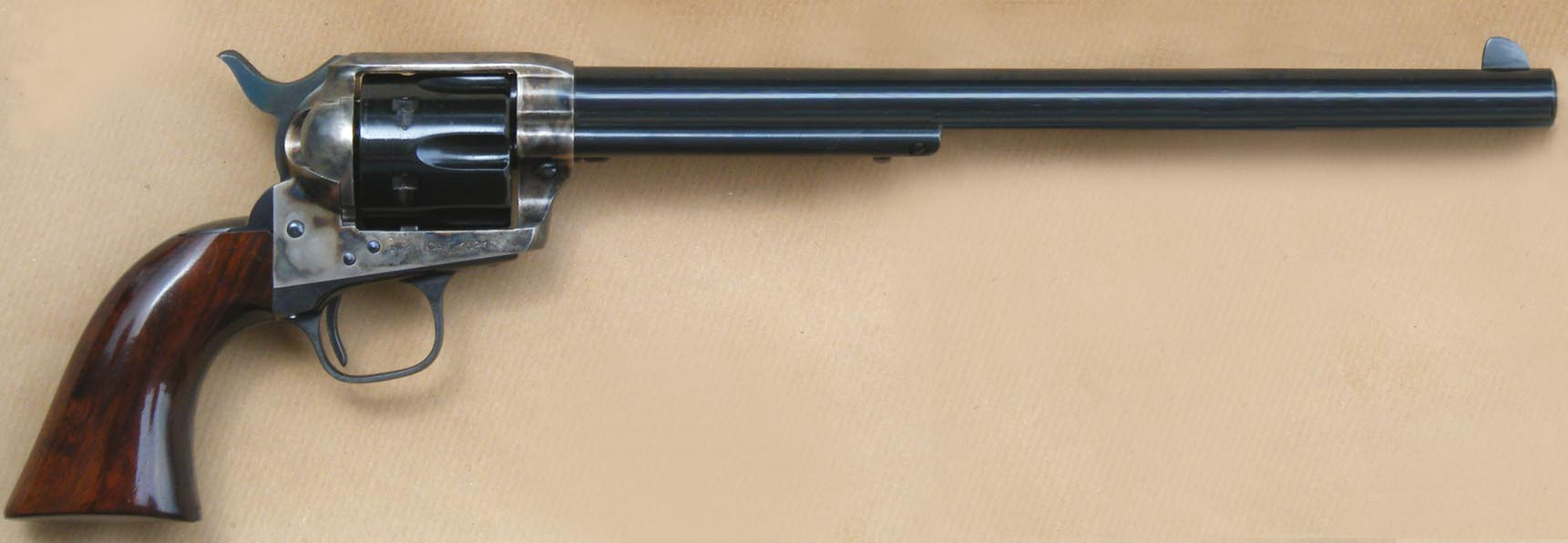
Réplica de um Colt Buntline típico fabricado pela Uberti.

## Registros da Colt
O revólver poderia ter sido especialmente encomendado da fábrica da Colt em Hartford, Connecticut, já que canos extralongos estavam disponíveis na Colt por um dólar por polegada acima do padrão de 7 ½ polegadas (190 mm). Vários desses revólveres com canos de 16 polegadas e coronha destacável foram exibidos na Exposição do Centenário de 1876, mas foram comercializados como "Buggy rifles". Não há registros da empresa para o Buntline Special, nem registro de quaisquer pedidos de ou enviados para Ned Buntline. Isso não exclui absolutamente a historicidade dos revólveres. Massad Ayoob, escrevendo para a Guns Magazine, citou notas de Josie Earp nas quais ela mencionou um revólver extralongo como um dos favoritos de Wyatt Earp. Ele citou um pedido do bartender Buckskin Frank Leslie de Tombstone, Arizona, de um revólver de descrição quase idêntica. Este pedido é anterior em vários meses ao "Tiroteio no O.K. Corral".

## Réplicas
Na década de 1950, a Colt retomou a fabricação do Single Action Army e fez uma versão "Buntline", devido à demanda do cliente. Os canos foram marcados no lado esquerdo com "COLT BUNTLINE SPECIAL .45". Alguns Buntlines de terceira geração foram fabricados também no final dos anos 1970. A Colt fabricou 70 New Frontier Buntline Specials de 1962 a 1967 com canos de 12 polegadas e miras dobráveis, com câmaras para o .45 Colt.

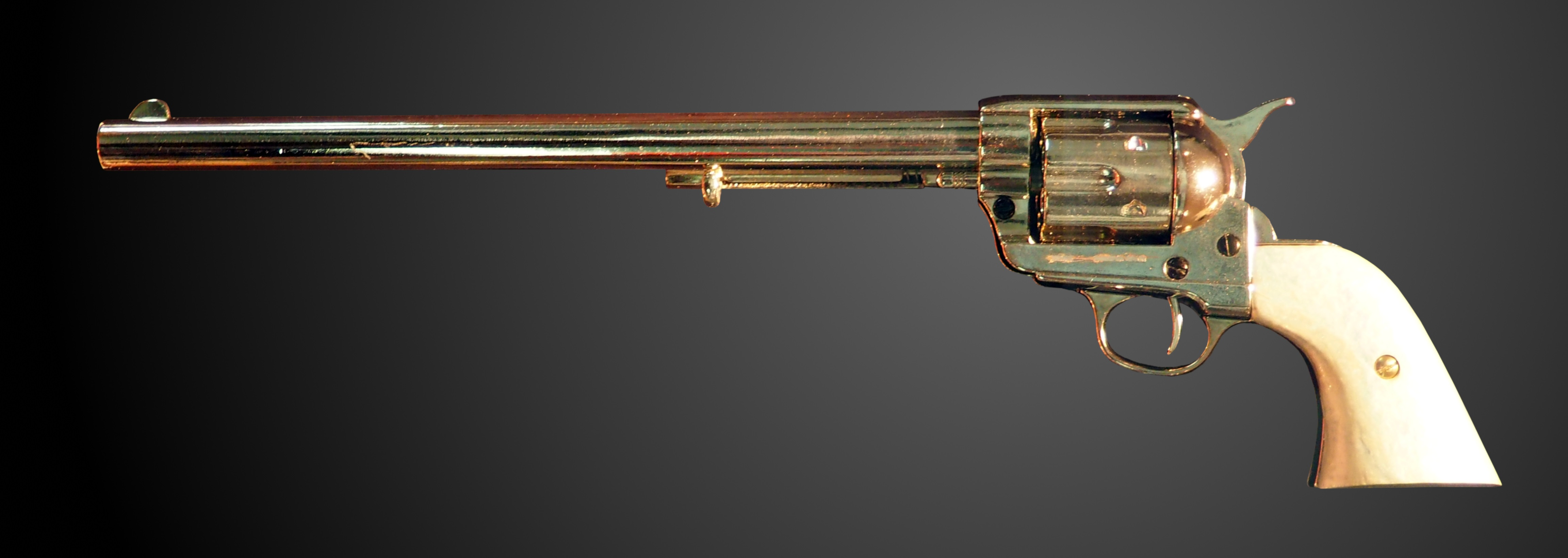
Uma réplica do Colt Buntline.

O 1873 Buntline Target é um revólver italiano de 6 tiros de ação simples com câmara para os cartuchos .357 Magnum ou .45 Colt, fabricado pela A. Uberti, Srl. O revólver tem um cano de 18 polegadas sem freio de boca ou portas. Ele vem com cabo de nogueira e acabamento azul escuro.
O Navy Arms Frontier Buntline Model é um revólver de ação simples de 6 tiros com câmara para os cartuchos .357 Magnum ou .45 Colt, fabricado para a empresa "Navy Arms". O revólver tem um cano de 16 ½ polegadas sem freio de boca ou portas. Ele vem com talas de nogueira e coronha destacável.
A Cimarron Firearms oferece uma versão chamada Wyatt Earp Buntline com estilo baseado no usado por Kurt Russell no filme "Tombstone" de 1993 com um cano de 10 polegadas e um distintivo prateado embutido na tala direita da empunhadura.